# 藍川あさ乃
藍川 あさ乃（あいかわ あさの、1982年11月11日 - ）は、日本の女優である。石川県金沢市出身。
フリーで活動中。

## 略歴・人物
2001年高校卒業後上京し、劇団青年座の青年座研究所に27期生として入所。2003年卒業。卒業後は舞台、映像の世界で活躍中。
身長 158cm、B90、W61、H91。血液型O型。
趣味はスポーツ、散歩、読書、会話。特技は殺陣、現代アクション、ソフトボール、金沢弁。

## 出演

### Vシネマ
- スターライト仮面（2007年、禅ピクチャーズ）-  夕日ヒカリ役
- 女戦闘員物語 PARTⅢ DEJAVU（2007年、禅ピクチャーズ）-  菫役
- 女戦闘員物語 PARTⅢ ADVANCE（2007年、禅ピクチャーズ）-  菫役
- 忍者特捜 ジャスティウインド RIGHT MIND（2007年、禅ピクチャーズ）-  エレス役
- 忍者特捜 ジャスティウインド BAD COPY（2007年、禅ピクチャーズ）-  エレス役
- 星降皇女 セイレーンユニバース 戻身 Rai-Shin（2007年、禅ピクチャーズ） - アサシンアサシン役
- 星降皇女 セイレーンユニバース ゲバラルの逆襲（2007年、禅ピクチャーズ） - アサシンアサシン役
- ヒロイン危機一髪!!　マジカルセイバーズ（2008年、禅ピクチャーズ） - 束紗真緒役
- 危廉陣女子学園（2008年、禅ピクチャーズ）

### 舞台
- 忠治（2003年 劇団ロストキッズ) - お仙役
- 猿の王国（2004年 ピープルシアター）
- 乱（2004年 劇団ロストキッズ） - 雪役
- 紅蓮物語（2005年 石川県小松市主催）
- GO（2005年 劇団週末くらぶ）
- 酒呑童子（2005年 劇団ロストキッズ） - 迦瑠夜叉役
- 怪物がめざめる夜ゴールデン（2005年）旗揚げ公演
- 人魚まる裸みだれ髪（2006年 怪物がめざめる夜ゴールデン）
- りるび（2006年 怪物がめざめる夜ゴールデン）- りる役
- リミッターカット（2006年 怪物がめざめる夜ゴールデン）
- 川中島（2006年 劇団ロストキッズ） - 仙役
- 忠治（2007年 劇団ロストキッズ） - お銀役
- お江戸は何時も大騒ぎ（2008年 劇団ロストキッズ）-　紗世役

### テレビドラマ
- 契約結婚（2005年、東海テレビ）

### テレビ
- こたえてちょーだい（フジテレビ）
- 踊る!さんま御殿!!（日本テレビ）
- ネプリーグ（フジテレビ）